# Draw the Line (album Davida Graya)
Draw the Line – ósmy album studyjny brytyjskiego muzyka Davida Graya. Wydawnictwo ukazało się 14 września 2009 w Europie i 22 września w Stanach Zjednoczonych.
Pierwszy singel z krążka, "Fugitive", wydany został 7 września 2009.
Jednocześnie ukazała się wersja Deluxe albumu, która posiada 20-stronicową książeczkę z ilustracjami i drugą płytę CD z zapisem koncertu z The Roundhouse.
Drugi singiel z tego albumu "Full Steam", zaśpiewany w duecie z Annie Lennox, wydany został 23 listopada 2009.

## Lista utworów
| 1.  | "Fugitive" - 3:43 (napisali: Gray, Malone, Prior) |  |
|     |                                                   |  |
| 2.  | "Draw the Line" - 4:23 (Gray, Malone, MacColl)    |  |
|     |                                                   |  |
| 3.  | "Nemesis" - 5:26 (Gray, Malone, MacColl)          |  |
|     |                                                   |  |
| 4.  | "Jackdaw" - 3:54 (Gray)                           |  |
|     |                                                   |  |
| 5.  | "Kathleen" (duet z Jolie Holland) 3:49 (Gray)     |  |
|     |                                                   |  |
| 6.  | "First Chance" - 6:00 (Gray, Prior)               |  |
|     |                                                   |  |
| 7.  | "Harder" - 3:51 (Gray, Malone, MacColl, Prior)    |  |
|     |                                                   |  |
| 8.  | "Transformation" - 3:23 (Gray)                    |  |
|     |                                                   |  |
| 9.  | "Stella the Artist" - 3:37 (Gray, Malone, Prior)  |  |
|     |                                                   |  |
| 10. | "Breathe" - 4:39 (Gray)                           |  |
|     |                                                   |  |
| 11. | "Full Steam" (duet z Annie Lennox) - 4:12 (Gray)  |  |
|     |                                                   |  |
Na wydaniu iTunes pojawił się utwór bonusowy:
| 12. | "Second Halo" - 4:08 (Gray) |  |
|     |                             |  |
Bonusowa płyta CD (wszystkie utwory pochodzą z występu na żywo w The Roundhouse):
| 1. | "You're the World to Me" - 3:43 (napisał: Gray) |  |
|    |                                                 |  |
| 2. | "Sail Away" - 5:24 (Gray)                       |  |
|    |                                                 |  |
| 3. | "Ain't No Love" - 3:17 (Gray)                   |  |
|    |                                                 |  |
| 4. | "Babylon" - 6:29 (Gray)                         |  |
|    |                                                 |  |
| 5. | "Slow Motion" - 4:38 (Gray)                     |  |
|    |                                                 |  |
| 6. | "The One I Love" - 4:12 (Gray, McClune)         |  |
|    |                                                 |  |
| 7. | "The Other Side" - 6:48 (Gray, McClune)         |  |
|    |                                                 |  |
| 8. | "Nightblindness" - 11:09 (Gray)                 |  |
|    |                                                 |  |

## Twórcy
- David Gray - śpiew, gitara, pianino
- Neill MacColl - gitara, śpiew
- Rob Malone - gitara basowa, śpiew
- Keith Pryor - bębny
- James Hallawell - klawisze
- Caroline Dale - wiolonczela